# TOKYOディープ!
『TOKYOディープ!』（トウキョウ-）は、NHK BSプレミアムが2015年3月30日より放送を開始した紀行・情報番組である。2019年3月25日に放送を終了（ただし2019年6月26日にスペシャル「潜入！オトナの街」を放映）した。放送時間は、月曜の19時から19時30分までであった。レギュラー化に先駆けて、2015年2月9日にパイロット版が放送された。

## 概要
2020年東京オリンピック・パラリンピックの開催が決まり、東京都はそれに向けて新たな都市開発・街づくりを進める。この番組は毎回、都内の一つの街を週替わりのレポーターが取材し、その街で見かけた様々な伝統文化、職人、グルメ、パワースポットなどを訪れて、地元の人だけでしかわからない、ディープな東京の魅力を全国に発信するものである。回によっては、東京都以外の首都圏を取材の対象にする場合もある。

## 放送日
- 初回：月曜 19:00 - 19:30
- 再放送
  - 途中から番組終了まで
    - 放送翌週の月曜 6:00 - 6:30、その他随時

  - 当初
    - 放送週の金曜 6:30 - 7:00、その他随時

※2015年6月以後、下旬を主として月1 - 2本程度は過去放送のアンコールに充てることがあった。

## 出演
- 週替わりレポーター
- ナレーター：モト冬樹

番組のマスコット「チュウシャクくん」という役柄で登場し、取材に訪れた街についてのあらゆる補足説明を毎回行う。顎鬚はその注釈で使われる「※」マークが使われる。
番組冒頭では「※TOKYOには注釈をつけたくなる、ディープな場所がいっぱいあります。」との字幕がある。

## 音楽
- ユニコーン「東京ブギウギ」（カバー版、オープニングテーマ）
- ジャンゴ・ラインハルト「Ain't Misbehavin」（挿入BGM）

## 放送履歴

### 2015年
| 初回放送 | タイトル・取材した街                | レポーター        |
| -------- | ----------------------------------- | ----------------- |
| 03月30日 | 日本橋 お江戸ルネサンス             | 高島礼子          |
| 04月06日 | 西新宿 ビルの谷間の“マル秘”スポット | ゴリ              |
| 04月13日 | 八王子 織物のまち 芸のまち          | 大島麻衣          |
| 04月20日 | 妖し 懐かし 鶯谷                    | 篠原ともえ ユージ |
| 04月27日 | 恵比寿 おしゃれなレトロ             | 平岳大            |
| 05月04日 | 夢浪漫 浅草                         | 生方ななえ        |
| 05月11日 | マニアの居場所 秋葉原               | 高島礼子          |
| 05月18日 | 路地裏の迷宮（ラビリンス） 三軒茶屋 | 平岳大            |
| 05月25日 | 大人のおもちゃ箱 横浜・野毛         | ゴリ              |
| 06月08日 | 羽田 4つの顔                        | 高島礼子          |
| 06月22日 | 奇跡の一角 雑司が谷                 | 生方ななえ        |
| 06月29日 | マダムと鉄道と大自然 二子玉川       | 照英              |
| 07月06日 | 下町の王様 千住                     | 松田悟志          |
| 07月20日 | ハイソでほっこり 国立               | 高島礼子          |
| 08月17日 | 中野チャンプルー物語                | 篠原ともえ        |
| 08月24日 | タイムマシン“芝浦”号                | ゴリ              |
| 09月07日 | お岩さんもビックリ! 四谷            | 高島礼子          |
| 09月28日 | どっこい元気! “キューポラの街”川口  | 照英              |
| 10月05日 | 来る者を拒まない街 松戸             | 松田悟志          |
| 10月12日 | 本だけじゃない 神保町               | ゴリ              |
| 10月19日 | すごいぞ! メイドイン蔵前            | 高島礼子          |
| 11月09日 | こまごま 駒込                       | 生方ななえ        |
| 11月23日 | 長屋と路地ともんじゃ 月島           | 安藤玉恵          |
| 11月30日 | 大人の渋谷 桜丘                     | 篠原ともえ        |
| 12月07日 | 陽気にブギウギ 福生                 | 平岳大            |

### 2016年
| 初回放送 | タイトル・取材した街               | レポーター             |
| -------- | ---------------------------------- | ---------------------- |
| 01月04日 | 気持ちいいお節介 向島              | 高島礼子               |
| 01月11日 | ちょいと粋な品川宿                 | ゴリ                   |
| 01月18日 | 男気あふれる蔵の街 川越            | 松田悟志               |
| 02月08日 | 戦後70年が詰まった街 川崎          | つるの剛士             |
| 02月15日 | 寅さんがいっぱい 柴又              | 豊田エリー             |
| 02月22日 | 人生のT字路 歌舞伎町               | 野間口徹               |
| 02月29日 | 西荻は小粒でキラリ                 | 生方ななえ             |
| 03月07日 | かめばかむほど味が出る 東上野      | 照英                   |
| 03月14日 | 和と洋のクロスロード 神楽坂        | 高島礼子               |
| 03月21日 | 魅惑の万華鏡 千葉・栄町            | 松田悟志               |
| 03月28日 | 総集編                             | モト冬樹 高島礼子 ゴリ |
| 04月04日 | サラリーマンの聖地 新橋の底力      | ゴリ                   |
| 04月11日 | 渋谷の奥座敷 神山町                | 高島礼子               |
| 04月18日 | 日本のインド！？葛西               | つるの剛士             |
| 05月02日 | ゆったりと時が流れる上野桜木       | 生方ななえ             |
| 05月09日 | 日本一のビジネス街 丸の内          | 照英                   |
| 05月16日 | “東京の玄関”八重洲の素顔           | ゴリ                   |
| 05月23日 | “千葉の渋谷”柏の宝物               | 松田悟志               |
| 06月06日 | 反骨のおしゃれタウン 自由が丘      | 豊田エリー             |
| 06月13日 | 蒲田モダン行進曲♪                  | 篠原ともえ             |
| 06月27日 | 横須賀 スカジャン いかすじゃん     | つるの剛士             |
| 07月04日 | 乙女☆パラダイス 池袋駅東口         | ゴリ                   |
| 07月11日 | 池袋駅西口 混沌（カオス）の正体    | ゴリ                   |
| 07月18日 | 粋でいなせでおきゃん 深川          | 豊田エリー             |
| 08月08日 | 立川 アメリカン・グラフィティ      | 平岳大                 |
| 08月15日 | 谷中 寺町 奥深い町                 | 豊田エリー             |
| 08月22日 | 照れ屋さんの地元愛 西新井          | 生方ななえ             |
| 09月12日 | 江戸っ子3代 浜っ子3日 横浜駅界わい | 高島礼子               |
| 09月26日 | 宇宙に続く街！？大宮               | 松田悟志               |
| 10月03日 | 銀座 裏路地ロマン                  | 豊田エリー             |
| 10月17日 | 江の島だけじゃない藤沢             | つるの剛士             |
| 10月24日 | 赤坂 おもてなしの心                | ゴリ                   |
| 10月31日 | 本郷 東大生と住民の絆              | 豊田エリー             |
| 11月14日 | 古今東西の万華鏡 大久保            | ビビる大木             |
| 11月21日 | 「新」だけど「深」 新横浜駅界わい  | ゴリ                   |
| 11月28日 | 程よく都会で 程よく田舎 所沢       | 照英                   |
| 12月05日 | 足を踏み入れたら戻れない！ 高円寺  | つるの剛士             |
| 12月19日 | 東京のタイムカプセル 多摩市        | 高島礼子               |
| 12月26日 | 神田 江戸っ子を探して              | 生方ななえ             |

### 2017年
| 初回放送 | タイトル・取材した街                         | レポーター     |
| -------- | -------------------------------------------- | -------------- |
| 01月09日 | 常に変化する街 六本木                        | ビビる大木     |
| 01月30日 | 日本一 小っちゃい市 埼玉・蕨                 | 照英           |
| 02月13日 | 文化が薫る サロン・ド・阿佐谷                | 豊田エリー     |
| 02月20日 | ハチ公・闇市・カストリ 渋谷・道玄坂          | とよた真帆     |
| 02月27日 | ホテル街 渋谷・円山町の素顔                  | ゴリ           |
| 04月03日 | 原宿 “カワイイ”の起源                        | 篠原ともえ     |
| 04月10日 | インターナショナルな街 麻布                  | とよた真帆     |
| 04月17日 | 王子 江戸から続くワンダーランド              | ゴリ           |
| 05月08日 | 府中 歴史ミステリー                          | 豊田エリー     |
| 05月15日 | 江戸の華 吉原ふたたび                        | ゴリ           |
| 05月22日 | クールに見えるけど 熱い市谷                  | 高島礼子       |
| 06月05日 | 荻窪 中央線クラシック                        | ゴリ           |
| 06月12日 | カルチェ・ラタン 御茶ノ水                    | 生方ななえ     |
| 06月19日 | 錦糸町 東京の徳俵                            | つるの剛士     |
| 06月26日 | なぜ吉祥寺は“住みたい街No.1”なのか？         | 豊田エリー     |
| 07月17日 | 無限の馬力だ 高田馬場だ！                    | ゴリ           |
| 07月31日 | 下町の酒都 立石                              | 豊田エリー     |
| 08月14日 | 女子力爆発！ 浅草橋                          | 篠原ともえ     |
| 08月28日 | 市場だけじゃない築地                         | ゴリ           |
| 09月04日 | 市場だけじゃない豊洲                         | 松田悟志       |
| 10月02日 | マイペースでいこう！国分寺                   | 篠原ともえ     |
| 10月16日 | どこか懐かしい街江古田の魅力                 | とよた真帆     |
| 10月23日 | 地味だけど 滋味にあふれた板橋                | はいだしょうこ |
| 10月30日 | ハイソな街 目白の素顔                        | 生方ななえ     |
| 11月06日 | 聖と俗が隣り合う街 五反田                    | とよた真帆     |
| 11月13日 | みんな違って みんないい 新宿二丁目           | ゴリ           |
| 11月20日 | 時間旅行が出来る町 根津                      | 生方ななえ     |
| 12月04日 | 初めてでも癖になる日暮里                     | 篠原ともえ     |
| 12月11日 | あなたが知らない浅草“観音裏”                 | とよた真帆     |
| 12月18日 | なぜ両国に人が集まるのか？                   | 峯村リエ       |
| 12月25日 | 古さと新しさが同居する勝どき・豊海（とよみ） | ゴリ           |

### 2018年
| 初回放送 | タイトル・取材した街                     | レポーター     |
| -------- | ---------------------------------------- | -------------- |
| 01月08日 | 明治天皇と妖しいビル 神宮外苑界わい      | はいだしょうこ |
| 01月29日 | 寺町・池上 風情ある街に小旅行！          | とよた真帆     |
| 02月12日 | 上って下って 坂の街・目黒の魅力          | 平岳大         |
| 02月19日 | 未来都市・南千住 知られざる歴史          | 松田悟志       |
| 03月12日 | のんびり のほほーん小平                  | 峯村リエ       |
| 04月02日 | 西洋文化との懸け橋 日比谷                | はいだしょうこ |
| 04月09日 | 頑張れば天神さまが見ていてくれる 湯島    | 田中美央       |
| 04月16日 | どれもこれも メイドイン町屋              | 生方ななえ     |
| 04月30日 | 変わりゆく労働者の街 山谷                | ゴリ           |
| 05月07日 | 今も昔も青春の街 三田                    | とよた真帆     |
| 05月14日 | 山の手と下町 ふたつの記憶が残る街 千駄木 | 篠原ともえ     |
| 06月04日 | 魅惑の魔都 亀戸                          | 加藤諒         |
| 06月11日 | 人に優しい街 大塚                        | 高木渉         |
| 06月18日 | 回る回るよ 時代が回る 有楽町             | 生方ななえ     |
| 07月02日 | 遊び心あふれる下町 尾久                  | 峯村リエ       |
| 07月23日 | ナイショにしたい街 大井町                | ゴリ           |
| 08月06日 | 主役になれる街 渋谷・公園通り            | とよた真帆     |
| 08月20日 | なぜか商店街が元気な小岩                 | ゴリ           |
| 09月03日 | 本当はヤバくない綾瀬                     | 松田悟志       |
| 09月10日 | 水の都・調布市                           | 篠原ともえ     |
| 10月01日 | 酔客の桃源郷 赤羽                        | 峯村リエ       |
| 10月08日 | 美しく若返る街 巣鴨                      | ゴリ           |
| 10月22日 | 古い？新しい？どっち？森下               | 篠原ともえ     |
| 11月05日 | アイツもコイツも型破り 亀有              | ユージ         |
| 11月12日 | 伝統と格式ある街 麹町                    | 杉浦太陽       |
| 11月26日 | のんびり ゆったり 新井薬師前駅界わい     | 野間口徹       |
| 12月03日 | 芝 百年の老舗が生き抜く街                | 生方ななえ     |
| 12月17日 | 都会と田舎のいいとこ取り 町田市          | 白鳥久美子     |
| 12月24日 | つい買いたくなっちゃう御徒町駅界わい     | ちゅうえい     |

### 2019年
| 初回放送 | タイトル・取材した街                                   | レポーター |
| -------- | ------------------------------------------------------ | ---------- |
| 01月07日 | 伝統を尖端（せんたん）に押し上げる街！墨田区押上界わい | レッド吉田 |
| 01月28日 | 人と人とをつなグッドな街 武蔵小杉駅界わい              | 杉浦太陽   |
| 02月11日 | 戸越銀座 人気商店街 活気のヒミツ                       | 松田悟志   |
| 02月18日 | 心のゆとりを演出する街 駒沢                            | ユージ     |
| 03月04日 | 太宰治が愛した文化薫る街 三鷹                          | 峯村リエ   |
| 03月25日 | 温故知新のトップランナー 日本橋                        | ゴリ       |

### 特別篇
2015年12月には、この番組からの派生企画として、東京首都圏以外の都市にスポットを当てた特集が行われた。この企画は、同年9 - 12月に、NHK札幌放送局を初めとするNHK北海道ネットワーク・NHK福岡放送局・NHK北九州放送局が共同で制作・主催したキャンペーン「二都物語 とっておき札幌・福岡」（2015年12月13日 13:00 - 15:00生放送を初め多数の関連番組を実施）に併せて企画されたものである。
| 初回放送       | 番組名            | タイトル・取材した街                 | レポーター | ナレーター |
| -------------- | ----------------- | ------------------------------------ | ---------- | ---------- |
| 2015年12月14日 | SAPPOROディープ!  | い〜んでないかい!? すすきの          | つるの剛士 | ゴリ       |
| 2015年12月21日 | FUKUOKAディープ!  | よか街たい! 西新                     | モト冬樹   | 高島礼子   |
| 2016年09月19日 | KOBEディープ！    | 「ウソはアカン！本音で生きる新開地」 | ゴリ       | 篠原ともえ |
| 2017年03月13日 | OSAKAディープ！   | 「人生の交差点 西成」                | 松田悟志   | 篠原ともえ |
| 2017年09月25日 | OKINAWAディープ！ | “基地の街”の素顔 沖縄市コザ          | 青木崇高   | 篠原ともえ |
| 2018年03月26日 | NAGOYAディープ！  | まぁええがや 栄                      | 高木渉     | 篠原ともえ |

### スペシャル
2019年6月26日に、「TOKYOディープ！」の総決算になるような番組として一夜限りのスペシャル版として放映された。
| 初回放送      | 番組名                         | 司会           |
| ------------- | ------------------------------ | -------------- |
| 2019年6月26日 | スペシャル「潜入！オトナの街」 | ゴリ，峯村リエ |